# Speed Clayettois
Speed Clayettois est un cheval de course trotteur français né le 2 avril 1984 et mort le 3 mai 2008, spécialiste du trot monté. Malgré une carrière courte, il marqua la fin des années 1980 par une série remarquable de victoires dans les classiques montés réservées à sa génération.

## Naissance et élevage
Speed Clayettois nait le 2 avril 1984. Il est élevé par Antoine Berger et Roger Lhéritier dans le département de Saône-et-Loire (son nom est issu de la commune de La Clayette).
Son père, Joachim, avait obtenu des victoires dans des courses de niveau tiercé, entrainé par Jean Riaud. Acheté par les Haras nationaux pour devenir étalon, il fut affecté en Saône-et-Loire. Sa mère, Belle Clayettoise, avait fait une belle carrière de courses, totalisant onze victoires, et eut une production tout aussi respectable, engendrant avant Speed Clayettois notamment Nuit Clayettoise et Perle Clayettoise, gagnant toutes deux plus de 250 000 FRF (66 425 EUR2023).
Le cheval est acheté foal par Ali Hawas pour 130 000 FRF (42 568,5 EUR2023).

## Carrière de course
Son propriétaire et entraineur, Ali Hawas, fit débuter Speed Clayettois à 3 ans, au monté. Cette année 1987 fut très faste pour le cheval, monté par Yves Dreux, qui s'imposa dix fois en treize sorties, parachevant l'année par une victoire dans le Prix de Vincennes. Son année des 4 ans le montre moins dominateur, mais il s'impose cependant dans l'épreuve majeure destinée à sa génération au monté, le Prix du Président de la République, ainsi que, face à ses ainés lui rendant cinquante mètres, dans le Prix des Centaures.
En 1989, sa tâche devint plus compliquée, ses gains accumulés lui imposant souvent de rendre vingt-cinq mètres à ses adversaires. Il finit toutefois l'été brillamment en faisant siens les prix de Normandie et des Élites à neuf jours d'intervalle. En gagnant le Prix de Normandie, il clôt la série classique montée parfaite de sa génération Prix d'Essai - Prix de Vincennes - Prix du Président de la République - Prix de Normandie.
Au début de son année des 6 ans, il s'aligne au départ du Prix de Cornulier, épreuve reine du trot monté. Le cheval y déçoit en étant disqualifié pour allures irrégulières et inquiète son entourage. Celui-ci accorde donc beaucoup d'intérêt à l'offre des Haras nationaux qui s'en portent acquéreur pour cinq millions de francs.

## Carrière au haras
Il meurt le 3 mai 2008.

## Palmarès

### Classiques (GroupesI)
- Prix d'Essai (1987)
- Saint-Léger des Trotteurs (1987)
- Prix de Vincennes (1987)
- Prix des Centaures (1988)
- Prix du Président de la République (1988)
- Prix de Normandie (1989)
- Prix des Élites (1989)

### Semi-classiques (GroupesII)
- Prix Hémine (1987)
- Prix Raoul-Ballière (1987)
- Prix Pierre-Gamare (1987)
- Prix Louis-Tillaye (1987)
- Prix Édouard-Marcillac (1987)
- Prix Félicien-Gauvreau (1987)
- Prix de Pardieu (1988)
- Prix Céneri-Forcinal (1988)
- Prix Henri-Ballière (1988)
- Prix Émile-Riotteau (1989)

## Origines
| Origines de Speed Clayettois, mâle, bai. | Origines de Speed Clayettois, mâle, bai. | Origines de Speed Clayettois, mâle, bai. | Origines de Speed Clayettois, mâle, bai. |
| ---------------------------------------- | ---------------------------------------- | ---------------------------------------- | ---------------------------------------- |
| Père Joachim                             | Ura                                      | Carioca II                               | Mousko Williams                          |
| Père Joachim                             | Ura                                      | Carioca II                               | Quovaria                                 |
| Père Joachim                             | Ura                                      | Gélinotte                                | Kairos                                   |
| Père Joachim                             | Ura                                      | Gélinotte                                | Rhyticère                                |
| Père Joachim                             | Tessa II                                 | Jamin                                    | Abner                                    |
| Père Joachim                             | Tessa II                                 | Jamin                                    | Dladys                                   |
| Père Joachim                             | Tessa II                                 | Isésia                                   | Loudéac                                  |
| Père Joachim                             | Tessa II                                 | Isésia                                   | Sésia                                    |
| Mère Belle Clayettoise                   | Pacha Grandchamp                         | Fandango                                 | Loudéac                                  |
| Mère Belle Clayettoise                   | Pacha Grandchamp                         | Fandango                                 | Tombelaine                               |
| Mère Belle Clayettoise                   | Pacha Grandchamp                         | Atalante de Grandchamp                   | Mistral                                  |
| Mère Belle Clayettoise                   | Pacha Grandchamp                         | Atalante de Grandchamp                   | Naïve Étoile                             |
| Mère Belle Clayettoise                   | Nuit Clayettoise                         | Fuchsia VII                              | Québec VIII                              |
| Mère Belle Clayettoise                   | Nuit Clayettoise                         | Fuchsia VII                              | Silène II                                |
| Mère Belle Clayettoise                   | Nuit Clayettoise                         | As Clayettois                            | Maurico B                                |
| Mère Belle Clayettoise                   | Nuit Clayettoise                         | As Clayettois                            | Redoutée                                 |